# Симфонія № 85 (Гайдн)
Симфонія № 85, сі-бемоль мажор (Hoboken 1/85) — це четверта з шести «Паризьких симфоній» Йозефа Гайдна, яка була написана у 1785 або 1786 році. Відома як La Reine (Королева).
Склад оркестру: флейта, два гобої, два фаготи, дві валторни та струнні.

## Структура
1. Adagio–Vivace
2. Romance: Allegretto
3. Menuetto: Allegretto
4. Finale: Presto

## Ноти і література
- Симфонія № 85: Ноти на сайті International Music Score Library Project.

| музика | Це незавершена стаття про музику. Ви можете допомогти проєкту, виправивши або дописавши її. |